# Астрономически календар
Астрономически календар — астрономічний календар, який щорічно видається в Болгарії від 1954 року. Календар містить астрономічні таблиці і схеми, дані про астрономічні події поточного року.

## Історія
Перший випуск календаря вийшов 1954 року, і вже в ньому Нікола Бонев анонсував, що тепер календар виходитиме щорічно. Перші 10 років історії календаря його активно розвивали Нікола Бонев, Маліна Попова, Нікола Ніколов, Марін Калінков. Пізніше до його розвитку долучились Донка Райкова та Віолета Іванова. У 1980-ті роки Василь Умленський створив для календаря власний код для обчислення основних астрономічних явищ.
Перші видання календаря були маленькою чорно-білою книжечкою, але поступово календар виріс до обсягу понад 130 сторінок із повнокольоровим друком. Він містить інформацію про основні астрономічні явища протягом наступного року, таблиці основних даних для Сонця, Місяця, планет та їхніх супутників, метеорних потоків та комети. Починаючи з 2012 року, астрономічні явища на кожен рік розраховують за допомогою програми MICA, розробленої Військово-морською обсерваторією США. В окремій частині календаря публікують статті для широкого загалу. З 2020 року календар готує таблиці моментів сходу, заходу сонця та сутінків для міжнародних аеропортів Болгарії.